# Silver Lake Dam

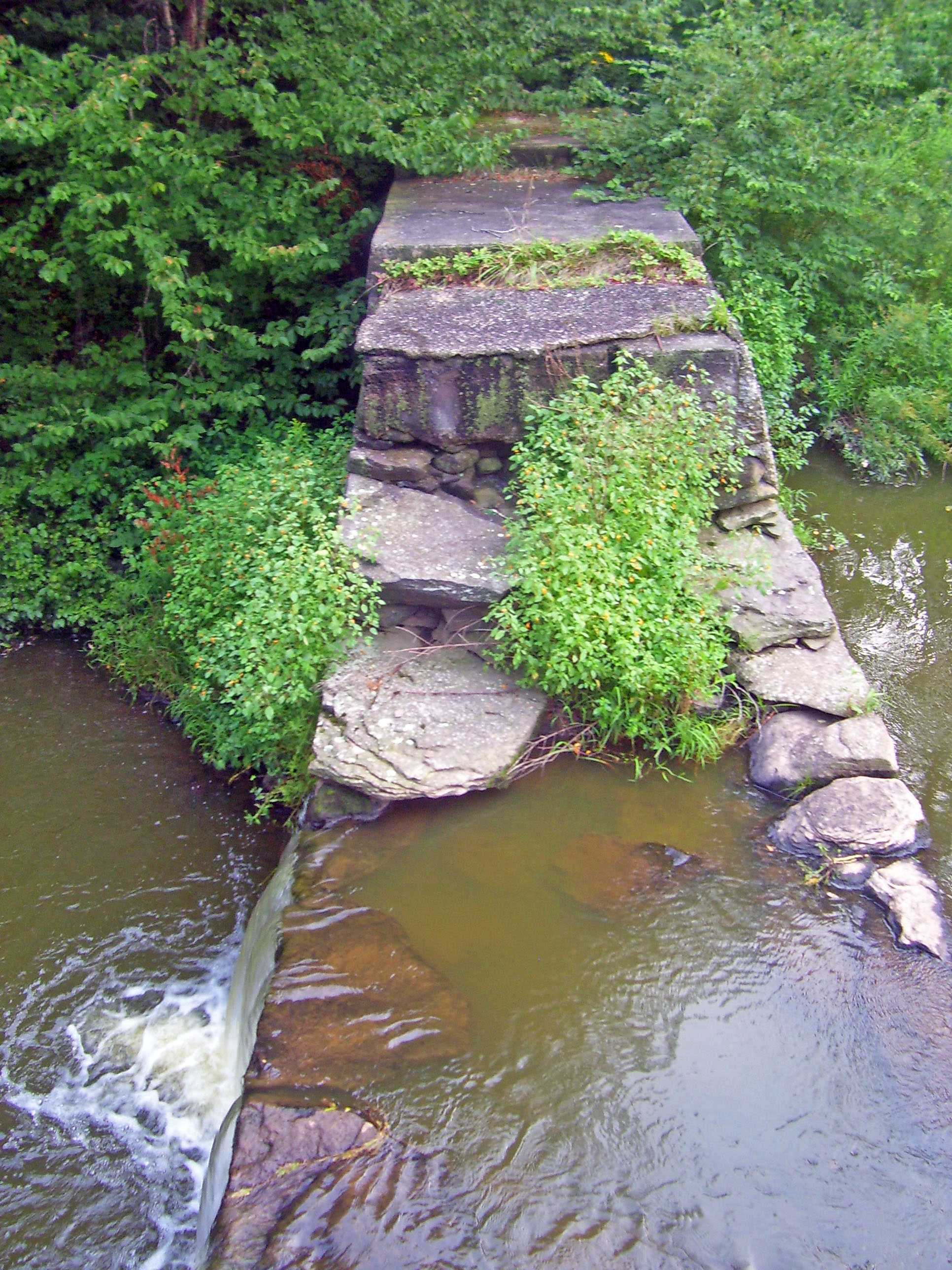
Überlauf des Staudamms (2008)

Silver Lake Dam ist ein Staudamm abseits der Silver Lake Road außerhalb von Woodridge in New York in den Vereinigten Staaten. Er wurde in den 1840er Jahren erbaut, um den Sandburg Creek zu regulieren, der die Scheitelstrecke des rund 15 km weiter westlich liegenden Delaware and Hudson Canals mit Wasser versorgte. Am 20. Juni 2000 wurde das Bauwerk dem National Register of Historic Places hinzugefügt.
Die Wasserbaumaßnahme schuf so den 34 Hektar großen See, der schließlich als Silver Lake zum Ausflugsziel für Besucher der vorwiegend jüdischen Sommerferiensiedlungen in Woodridge und den umliegenden Gemeinden wurde, die sich Anfang des 20. Jahrhunderts im Borscht Belt entwickelten. Der Staudamm gehört dem Village of Woodridge.

## Beschreibung
Bei dem Bauwerk handelt es sich um eine Konstruktion aus Stein, wobei große Mörtel-Blöcke eine trockene Schottermasse im Inneren umschließen. Der Damm hat eine Länge von 54 m und ist an der Oberkante 1,5 m dick. Seine Höhe auf der seeabgewandten Seite beträgt 4 m. Es existierte ein zentral angeordneter Überlauf mit einer Breite von drei Metern und einer Tiefe von 50 cm. Zwei gusseiserne Rohre, deren Durchfluss von großen Absperrschiebern im oberen Bereich des Dammes in der Nähe des Überlaufes kontrolliert wurden führten durch die Basis des Staudamms.

## Geschichte
In den 1840er Jahren erforderten Verbesserungsmaßnahmen am Delaware and Hudson Canal, der durch die Town of Mamakating nach Südosten verläuft, eine verlässlichere Versorgung des kritischen Scheitelabschnitts zwischen dort und Napanoch. Der in den Basha Kill mündende Sandburg Creek, dessen Einzugsgebiet von der Umgebung Woodridges bis fast zur Kanalstrecke bei Wurtsboro reicht, wurde als Gewässer identifiziert, das zu einem Stausee aufgestaut werden konnte, um den Kanal zu speisen. Der Staudamm wurde an der entsprechenden Stelle gebaut, lange bevor das Gebiet erschlossen und besiedelt war.
Um 1895, als die Nutzung des Kanals angesichts der Verdrängung des Verkehrsmittels Schifffahrt durch die Eisenbahnen  zurückging, da diese im Winter nicht den Betrieb einstellen musste, wurde das Bauwerk erneuert und repariert. Die New York State Conservation Commission stellte 1914 fest, dass der Damm dabei nicht wesentlich gegenüber seinem ursprünglich Aussehen verändert wurde.
Zu diesem Zeitpunkt war der Kanalbetrieb völlig zur Ruhe gekommen, und der Damm war in privates Eigentum übergegangen. Der Stausee, den die Kommission in ihrem Bericht als Woods Lake bezeichnet, hatte sich zu einem Anziehungspunkt für das neugegründete Woodridge und die von Juden frequentierten Sommeraufenthalte der Umgebung. An beiden Enden des Sees wurde ein Badestrand eingerichtet, und an seinen Ufern entstanden einige Cottages.
Wasser unterspülte einen Teil des Bauwerks und verursacht 1999 einen Dammbruch, bei dem fast drei Viertel des Seeinhalts ausliefen. Die örtliche Wirtschaft wurde durch das Absinken des Wasserspiegels geschädigt. Das Village ersuchte um Zuschüsse, die von Bundesstaat und Bundesregierung auch zugeteilt wurden, um den Damm zu reparieren und den Stausee wiederherzustellen. Das Department of Environmental Conservation (DEC) – die Nachfolgeeinrichtung der New York Conservation Commission –, in deren Zuständigkeitsbereich Staudämme im Bundesstaat New York fallen, zögerte die Reparatur hinaus, um zu bewerten, ob der Staudamm in eine höhere Risikostufe hinsichtlich eines Dammbruches einzuordnen sei. Dies hätte die Kosten erhöht und ein überarbeitetes Projekt erfordert. Schließlich genehmigte das DEC das Projekt unter Auflagen. Das Ergebnis der Ausschreibung war ein Rückschlag für Woodridge, da das niedrigste Angebot sich auf 1,5 Millionen US-Dollar belief, fast das Doppelte des veranschlagten Budgets.